# Kaspar Ilg
Kaspar Ilg (1921–2011) war ein Schweizer Maler und Sohn des Schriftstellers Paul Ilg.
Kaspar Ilg wurde 1921 in Berlin geboren. Er studierte von 1938 bis 1943 an der Kunstgewerbeschule Zürich, an der er später auch lehrte. Hier wurde er von Ernst Gubler und Max Gubler ausgebildet. Nach seinem Studium arbeitete er als freischaffender Künstler zunächst in Herrliberg, später auf der Forch und in Uttwil. 1956 heiratete er die Klavierlehrerin Anita Schubert, mit der er nach Hallau zog.
Bei seinen Bildern handelt es sich zumeist um expressive Stillleben oder Landschaftsbilder. Einige seiner Werke befinden sich heute im Museum zu Allerheiligen in Schaffhausen. Ilg stellte seine Werke unter anderem im Kunstsalon Wolfsberg sowie an verschiedenen Orten in der Schweiz und Deutschland aus.

## Varia
1952 erhielt Kaspar Ilg den Conrad-Ferdinand-Meyer-Preis.